# Инпут
Инпут је одређени прилив енергије у одређени систем – односно унос података. У оквиру теорије информација, сваки систем се може посматрати као систем улаза, обраде и излаза. Током обраде информације и стимулуси се сврставају у одређене категорије, а затим се као излаз (оутпут) користе као одређена информација.